# Constituția Atenienilor (Aristotel)
Constituția atenienilor (în greacă Ἀθηναίων πολιτεία, transliterat: Athenaion Politeia) este o lucrare scrisă de Aristotel între 329 și 325 î.Hr.
Lucrarea descrie în prima parte evoluția constituției pe parcursul a aproximativ trei secole, dificultățile cu care s-au confruntat atenienii și determinarea lor în elaborarea treptată a unei constituții democratice, în care dreptul de a alege și de a fi ales a fost extins la toți oamenii și la toate funcțiile. Cu toate regresele temporare, democrația ateniană a fost mereu restaurată.
Organizarea constituțională evoluată în Atena clasică de la data lucrării este prezentată în a doua parte. Alături de concepte care s-au păstrat până în prezent (separația puterilor legislativă, executivă și judecătorească, controlul reciproc și echilibriul lor în stat) sunt aspecte neobișnuite, de exemplu, toți cetățenii participau direct în deciziile legislative, președintele puterii executive este schimbat în fiecare zi, iar autoritatea judecătorească implica regulat un mare număr de cetățeni ca jurați în procesul juridic.

## Istoria constituțiilor atenienilor
Autorul enumeră cele 11 constituții ateniene în ordine cronologică.
1. Monarhia ereditară este înlocuită după regele Codros în 1066 î.Hr. de alegerea regelui din câteva familii. După 752 î. Hr. se instituie o limită de termen de zece ani, redusă la un an în 682. Principalii magistrați erau arhontele-rege (gr. archon basileus), arhontele-polemarh (gr. polemarhos, comandantul armatei) și arhontele-eponim, care dădea numele anului. Consilul Areopag era format din foști arhonți, cu atribuții de guvernare și judecătorești. Funcționarii publici (trezorieri, comisari însărcinați cu achizițiile publice, etc.) erau aleși de Consiliul Areopag. Constituția era oligarhică, cu cea mai mare parte a populației formată din iobagi lucrând în agricultură, fără nici o participare la guvernare.
2. În 621 Dracon a introdus primul cod de legi și a inclus la guvernare pe toți cei care își puteau procura echipament militar. Consiliul celor 401, ales dintre ei prin tragere la sorți capătă atribuții de guvernare. Consiliul Areopag păstrează autoritatea judecătorească.
3. Pentru a crește coeziunea socială care a dus la un conflict intern prelungit, în 594 Solon a anulat toate datoriile și a eliberat pe toți săracii (gr. seisachtheia) din iobăgie. El i-a inclus pe cei săraci la guvernare, ca membri în Adunarea Generală legislativă și ca jurați în curți de judecată, dar nu le dă dreptul de a alege și de a fi aleși. Oficialii și magistrații erau aleși prin tragere la sorți dintre candiații propuși de primele trei clase după avere, cu un număr proportional cu importanța clasei din care făceau parte. Consiliul celor 400 are câte 100 de cetățeni din cele patru ginte. Consiliul Areopag funcționează ca o Curte Constituțională. 
4. Conflictul dintre bogați și săraci, organizați în partidele oligarhic, democratic și moderat, continuă. Cetățenii sunt împărțiți după ocupație în eupatridae (aristocrați), agoreci (agricultori), și demiurgi (meșteșugari). În tirania lui Pisistrate, care a guvernat cu întreruperi după 559, oamenii sunt îndepărtați de la guvernare, dar nu sunt asupriți. Tirania fiilor lui Pisistrate, Hippias și Hipparchus, este represivă dar este înlăturată cu ajutor spartan în 510.
5. Populația îl ajută pe Clistene să ia puterea în 508 și să restaureze democrația, contrar dorinței spartanilor și partidei oligarhice. Clistene va face constitutia mai democratică, dând tuturor dreptul de a alege și de a fi ales. Cu acest scop, el amestecă și împarte populația în zece noi ginte și 30 de deme (câte trei deme pentru fiecare gintă, cu una din fiecare zonă a orașului-stat: zona litorală, orașul și regiunea agricolă înconjurătorare). Consiliul celor 500, cu 50 de membri din fiecare gintă, este ales prin tragere la sorți dintre candidații propuși. Pentru a preveni restaurarea tiraniei este introdus ostracismul, care este îndreptat împotriva liderilor prea populari.
6. Consiliul Areopag are o influență crescută ca urmare a rolului conducător benefic pe care îl asumă în războaiele cu Persia. Liga de la Delos este înființată de Aristide, iar tributul primit face posibilă mutarea multor atenieni din regiunea înconjurătoare în oraș. 
7. Autoritatea Areopagului declină treptat și în 462 Efialte, cu ajutorul lui Temistocle, transferă prerogativele Areopagului către Consiliul celor 500, Adunarea Generală sau curțile de judecată. Este promulgată legea care cere ca ambii părinți să fie cetățeni și legea plății juraților. Pericle orienteză Atena spre mare, făcând statul mai democratic pentru că marinarii erau recrutați dintre cei săraci. 
8. Războiul peloponesiac nu merge bine din cauza conducătorilor atenieni neinspirați și deciziilor pripite (de exemplu, rechemarea generalui expediției siciliene). După înfrângerea expediției este format în 411 un Comitet al Siguranței Publice. Salariul funcționarilor este oprit, cu excepția celor absolut necesari (pritani sau arhonți, care primesc 3 oboli pe zi). Adunarea Generală a celor 5000 este formată dintre cei care pot să contribuie la operațiile militare, dar puterea rezidă într-un Consiliu al celor 400. Noi înfrângeri duc la transferul puterii către Adunarea Generală.
9. Democrația este restaurată dar războiul nu merge bine, până la înfrângerea din 405.
10. Sparta instalează oligarhia „Celor 30 de tirani” în 404/3 și transferă autoritatea judecătorească de la curțile de judecată înapoi la Areopag. Este o perioadă de represiune, cu multe sute de condamnări la moarte. 
11. Democrația este restaurată în pofida opoziției spartane. O parte din cei compromiși de represiune seced la Eleusina, dar o reconciliere survine la puțin timp. Puterile legislativă, executivă și judecătorească sunt exercitate democratic.

## Constituția atenienilor la data lucrării

### Drepturile cetățenilor
Cetățeni cu drepturi depline deveneau bărbații de 20 de ani, care aveau ambii părinți cetățeni, după doi ani de antrenament și serviciu militar. Cetățenii erau egali în drepturi și erau egali în fața legii. Singurele atribuții ereditare vestigiale din perioada pre-democratică erau legate de administrarea unor locuri sacre, funcții simbolice importante dar fără un impact practic, care erau încredințate doar membrilor unor familii.

### Puterea legislativă

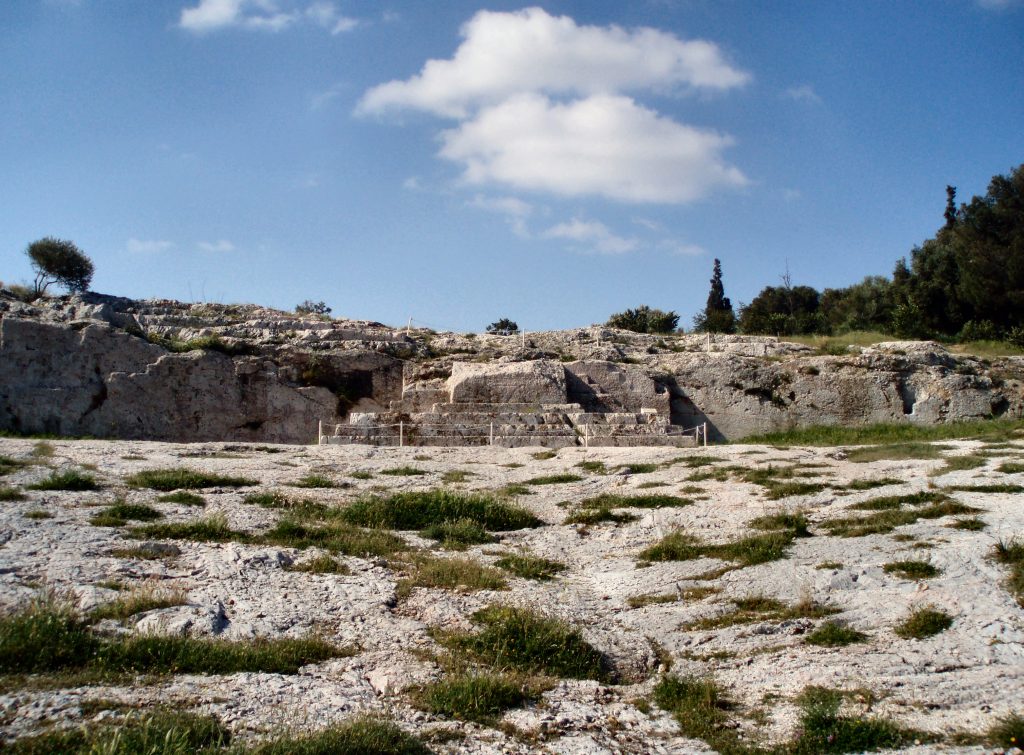
Podiumul (gr. bema) de unde se lua cuvântul în Adunările Generale în timpul democracției ateniene.

Toți cetățenii făceau parte din Adunarea Generală (gr. ecclesia), care se întrunea pe colina Pynx și vota legile (gr. nomoi) propuse de Consiliu. Un cvorum de 6.000 de participanți era necesar. Legile trebuiau să fie confirmate în Consiliu înainte de a fi puse în aplicare. Programul Adunării Generale era pregătit de Consiliu și distribuit cu câteva zile înainte. Pentru a încuraja participarea celor săraci, membrii Adunării Generale primeau o drahmă la sfârșitul întâlnirii.

### Puterea executivă

#### Consiliul celor 500
Consiliul celor 500 (gr. bule, din gr. bouleusis (deliberare)) era ales prin tragere la sorți pentru un an, cu fiecare din cele zece ginte având 50 de membri. Un cetățean putea fi membru al consiliului doar de două ori. 
Cei 50 de membri ai unei ginte sunt „pritani” (gr. prytanes) pentru 35-36 de zile, după care sunt înlocuți de alt grup de 50. O treime din pritani locuiesc la reședința oficială a consiliului (gr. Prytareion), și toți iau masa împreună acolo. Unul din pritani era președintele efectiv al orașului-stat pentru o zi (gr. epistates), având în grijă cheile de la trezorerie și sigiliul oficial.
Pritanii stabilieau agenda Consiliului, care se întâlnea zilnic, și a Adunării Generale, care se înlâlnea la fiecare nouă zile. Președintele acestor întâlniri (gr. phoedri) era însă ales dintr-un grup de nouă membri aleși din celelalte nouă ginte. Ei păstrau ordinea, numărau voturile, declarau întâlnirea deschisă sau închisă, etc. 
Consiliul examinează amănunțit pe toți functionarii publici și, dacă găsește o abatere, trimite o cerere de sancționare la o curte de judecată cu jurați (consiliul nu are niciodată ultimul cuvânt într-o problemă juridică).
„Toți magistrații, fie că sunt aleși prin tragere la sorți sau prin vot deschis, sunt examinați [de cei zece Cenzori și zece Examinatori de Conturi] înainte de a-și prelua funcțiile.”
Curtea de jurați este întotdeauna autoritatea juridică finală.
„Dacă descoperă o delapidare făcută de un magistrat, juriul îl condamnă pentru furt, iar acesta este obligat să restituie de zece ori suma pe care este declarat că a deturnat-o. Dacă un magistrat este acuzat că a acceptat mită și juriul îl condamnă, juriul îl amendează pentru corupție și, de asemenea, această sumă este rambursată de zece ori.”

#### Funcționari publici
Erau în total aproximativ 500 de functionari publici, în afară de membrii consiliului. Majoritatea erau aleși prin tragere la sorți, cu excepția posturillor care cereau o expertiză specială (de exemplu, cele militare, constructorii de nave, etc.).
Dintre funcționarii aleși prin tragere la sorți și raportând consiliului sunt: zece trezorieri, zece Comisari pentru Contracte Publice (gr. poletae), funcționari din cancelaria consiliului care țin evidența tuturor documentelor și a legilor, zece receptori (gr. apodectae) care primesc plata taxelor. Banii din taxe sunt împărțiți între diferite oficii, cu sumele astfel distribuite citite public într-o ședință de Consiliu, când toți consilierii pot contesta public orice neregulă. Zece cenzori (gr. logistae) sunt aleși prin tragere la sorți dintre membrii Consiliului. Zece Examinatori de Conturi (gr. euthyna), aleși prin tragere la sorți și fiecare având doi evaluatori (gr. paredri), primeau reclamații de la oricine împotriva oricărui funcționar public.
Erau Comisari pentru Reparația Templelor, Comisari pentru ordinea publică (gr. astynomi), Comisari pentru Piețe (gr. agoranomi), Comisari pentru Greutăți și Măsuri (gr. metronomi), Comisari de Grâne (gr. sitophylaces), Administratori ai Piețelor (care controlau prețul produselor în piețe), Comisari pentru Închisori, Comisari ai Drumurilor (gr. hodopoei), Comisari ai Cultului Public (gr. hieropoei, care se ocupau cu sacrificiile publice), Comisari ai Jocurilor (gr. athlothetae) și alții.
Armata era comandată de zece generali (gr. strategos) aleși, fiecare cu atribuții specifice, asistați de alți comandanți militari desemnați.

### Puterea judecătorească
Toate procesele erau inițiate de un magistrat. Cu acest scop existau cinci prezentatori de cazuri la curțile de judecată (gr. eisagogeis). De asemenea, 40 de judecători locali puteau soluționa rapid cazuri cu prejudicii sub 10 drahme. Dacă Arbitrii de judecată (cetățeni de 60 de ani, această funcție contând ca ultimul an de serviciu militar) nu pot face părțile implicate să ajungă la o înțelegere, probele și documentele relevante erau sigilate în două urne și cazul lor trimis la o curte de judecată, formată din 201 jurați (pentru dispute sub o mie de drahme) sau 401 jurați (pentru dispute de peste o mie de drahme).

#### Cei nouă arhonți
Primii trei arhonți (arhontele-rege, arhontele-polemarh și arhontele-eponim) erau cei mai vechi și combinau atribuții judecătorești cu atribuții executive, fiind aleși după o ședință a Consiliului. Alți șase arhonți-tesmoteți (gr. thesmothethes) aleși prin tragere la sorți au fost introduși mai târziu, ocupându-se de buna funcționare a curților de judecată.
Arhontele eponim dădea numele anului și organiza festivalurile, desemnând pe cei însărcinați cu pregătirea unui cor (gr. choregoi). De asemenea, el prezenta curților de judecată cazuri în care statul era implicat (de exemplu, cele legate de orfani). Arhontele-regecoordona ceremoniile cu sacrificii și conducea ședințele de judecată pentru omor. Arhontele-polemarch era conducătorul nominal al armatei și prezenta curților de judecată cazuri legate de străini rezidenți. Arhonții-tesmoteți prezentau curților cazuri în care erau implicați funcționari publici sau alte cazuri grave.
Arhonții organizau ședințele de judecată. Magistrații aveau roluri administrative (prezidau ședințele, păstrau ordinea, etc.), dar nu luau deciziile. Doar curțile de jurați (gr. dikasterion) puteau decide un caz.

#### Curțile de jurați
Participarea în autoritatea judecătorească era deschisă cetățenilor cu peste 30 de ani. În cazuri simple sau cu un prejudiciu mai redus, 201 sau 401 de jurați (gr. dikastes) erau suficienți. Majoritatea cazurilor cereau un juriu din 500 de jurați. În cazuri foarte grave, două sau trei grupuri de jurați se uneau, cu un total de 1,000 sau 1,500 de jurați. Cazurile de ostracism erau decise în Adunarea Generală.

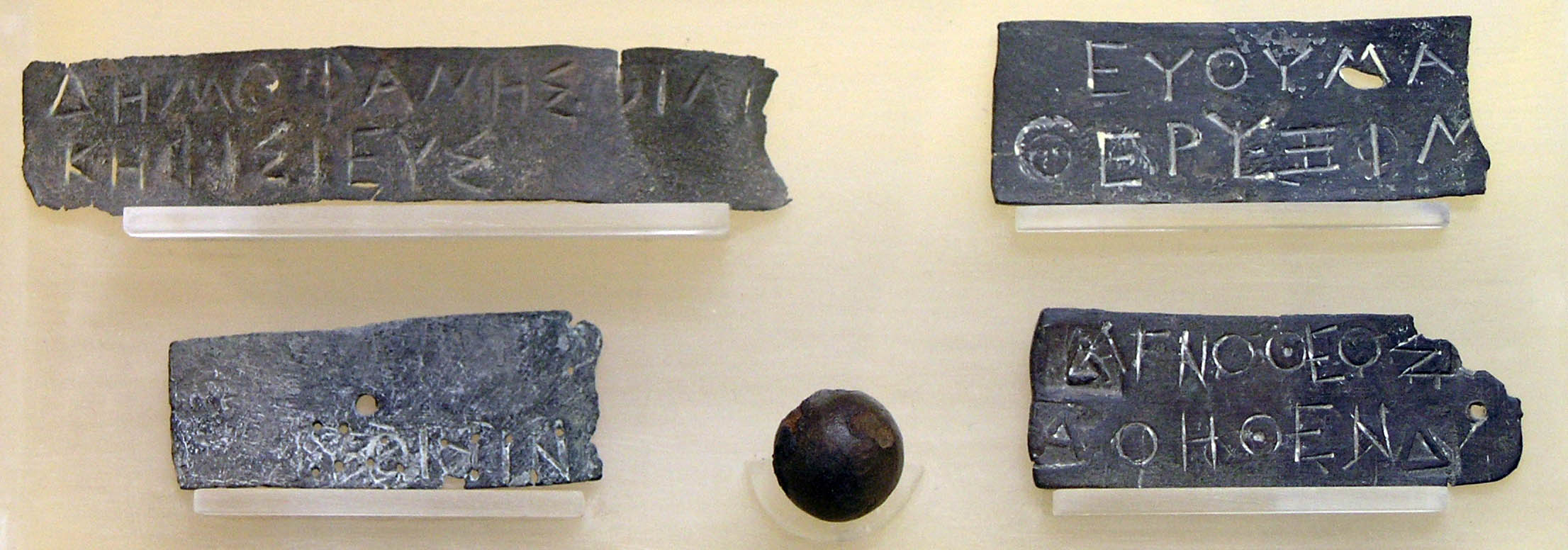
Plăcuțe cu numele cetățenilor, folosite în tragerea la sorți a juraților.

În fiecare zi erau în sesiune multiple curți de judecată. Pentru fluidizarea traficului intrarea în curțile de judecată era prin zece intrări, una pentru fiecare gintă. Selecția juraților se făcea prin tragere la sorți de către arhonți. Jurații erau repartizați diferitelor curți în sesiune în acea zi printr-o nouă tragere la sorți. Președinții curților erau aleși dintre magistrați prin tragere la sorți, ca și jurații care numărau voturile, cel care avea grijă de ceasul cu apă (după care se măsura timpul alocat fiecărei părți la proces), etc. 

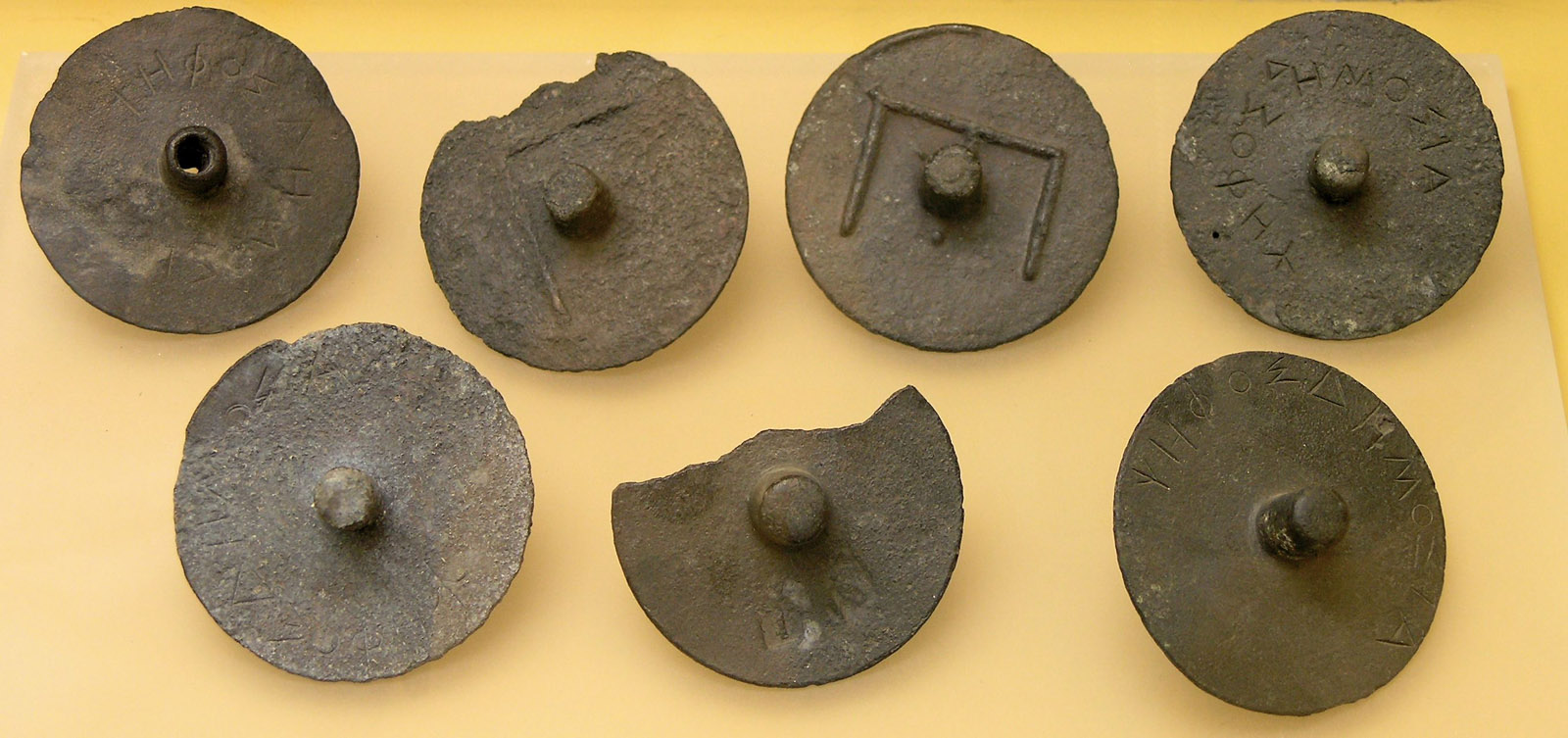
Jeton pentru exprimarea votului în curțile de judecată, în formă de disc cu un ax. Votul era secret pentru că gaura era prea mică pentru a se vedea în timpul votului cum votează fiecare jurat. În schimb, voturile puteau fi numărate repede după vot, când jetoanele cu ax găurit (cel din stânga sus) sau plin (restul) erau aranjate într-o placă de suport și orientate spre o sursă de lumină.

Procesele aveau de obicei un acuzator și un acuzat. Părțile își argumentau cazul (de obicei nu se foloseau avocați), fiecare parte propunea o soluție, iar jurații o alegeau pe cea pe care o considerau mai dreaptă. Jurații trebuiau să aleagă una din cele două soluții propuse, fără să poată propune o altă soluționare.
Fiecare curte putea judeca câteva cazuri într-o zi. Procesele durau cel mult o zi, cu votul în aceeași zi. Fiecare jurat primea un jeton cu ax plin și un jeton cu ax găurit pentru exprimarea votului. Erau două urne, prima de bronz, prin capacul cărora intra doar câte un jeton deodată, și o urnă de lemn. Numai jetoanele din prima urnă contau. Aici jurații depuneau jetonul cu axul plin dacă considerau că cel împotriva căruia s-a depus plângerea avea dreptate, sau jetonul cu axul găurit dacă considerau că cel care a depus plângerea avea dreptate. În urna de lemn jurații înapoiau jetonul nefolosit, care le rămânea după votul în prima urnă. La sârșitul votului, jurații erau plătiți trei oboli (sau jumătate de drahmă).